# Malvasia di Castelnuovo Don Bosco
Le Malvasia di Castelnuovo Don Bosco est un vin rouge doux italien de la région Piémont doté d'une appellation DOC depuis le 29 mai 1973. Seuls ont droit à la DOC les vins rouges récoltés à l'intérieur de l'aire de production définie par le décret. 

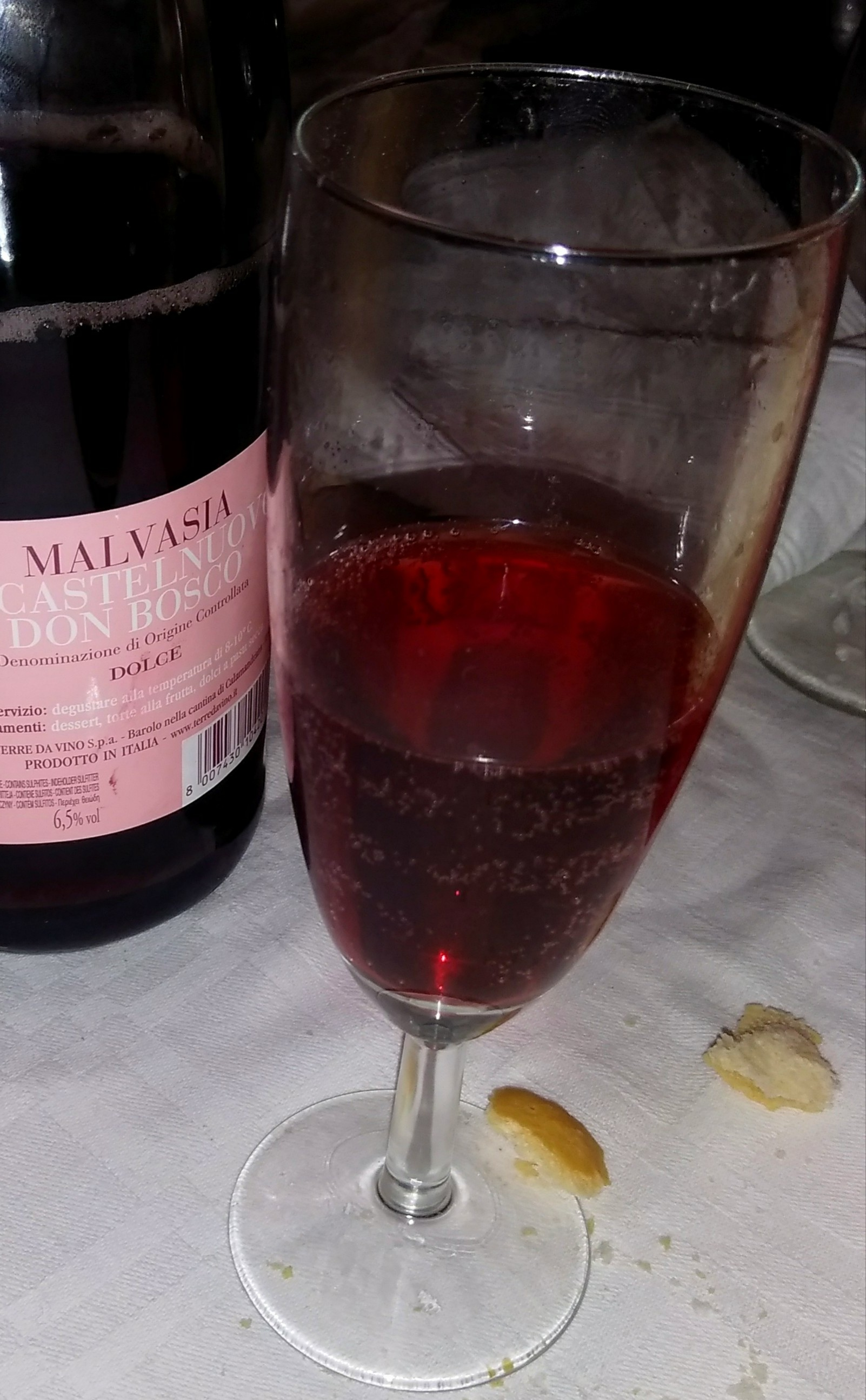
Bouteille et verre de Malvasia di Castelnuovo Don Bosco

## Aire de production
Les vignobles autorisés se situent dans la zone des collines d’Asti  en province d'Asti dans les communes d'Albugnano, Pino d'Asti, Passerano Marmorito, Berzano di San Pietro, Moncucco Torinese et Castelnuovo Don Bosco.

Voir aussi l’article Malvasia di Castelnuovo Don Bosco spumante.

## Caractéristiques organoleptiques
- couleur : rouge cerise.
- odeur : aromatique, typique.
- saveur : doux, légèrement aromatique, caractéristique.

Il doit être bu bien frais dans l'année de production.

## Production
Province, saison, volume en hectolitres :
- Asti  (1990/91)  3275,26
- Asti  (1991/92)  3193,59
- Asti  (1992/93)  2889,04
- Asti  (1993/94)  2106,29
- Asti  (1994/95)  1956,01
- Asti  (1995/96)  3295,96
- Asti  (1996/97)  3399,45